# Torregöl (Vissefjärda socken, Småland)
Torregöl är en sjö i Emmaboda kommun i Småland och ingår i Nättrabyåns huvudavrinningsområde.